# 川西杜鹃
川西杜鹃（学名：Rhododendron sikangense）为杜鹃花科杜鹃花属下的一个种。

## 扩展阅读
維基物種上的相關：川西杜鹃